# Voleibolni Klub Belogore
O Voleibolni Klub Belogore (em russo:  волейбольного клуба из Белгорода), também conhecido como Belogorie Belgorod, é um time russo de voleibol masculino da cidade de Belgorod, Oblast de Belgorod. Atualmente disputa a Superliga Russa.

## Histórico
A história do clube começou em 1976, quando Vilen Alekseevich Ivakhnyuk se tornou o reitor da Academia Tecnológica Estadual de Materiais de Construção de Belgorod, em homenagem a IA Grishmanov. Ivakhnyuk decidiu criar seu próprio time de voleibol com base na academia tecnológica.
Na temporada de estreia, o Technolog Belgorod sob a orientação do campeão olímpico Yuri Naumovich Vengerovsky, ficou em 2º lugar na Copa do Conselho Central da sociedade esportiva voluntária "Burevestnik". Em 1981, o clube foi renomeado Lokomotiv. Em meados da década de 1980, em um momento difícil para a equipe, Yuri Vengerovsky voltou a Belgorod, reunindo um grupo de jogadores experientes ao seu redor.
No início dos anos 1990, o clube Belgorod, que já se chamava Belogorye, começou a subir rapidamente ao topo. Em 1994, conquistou a sétima colocação no Campeonato Russo, no ano seguinte - vice-campeão e campeão na Copa do Rússia. Um ano depois - outro vice-campeonato e uma Copa, os jogadores do Belogorye Sergey Tetyukhin e Vadim Khamuttskikh fizeram sua estreia na seleção russa e se tornaram participantes dos Jogos Olímpicos de Atlanta. Com a participação direta do técnico Yuriy Vengerovsky, jogadores ucranianos promissores foram convidados para Belogorye de ano para ano.
O Belogorie é o único clube russo que participou nas fases finais de todos os Campeonatos Europeus, das Ligas dos Campeões, Taça CEV e também da Taça Challenge, assim como é o único clube russo que possui títulos a nível continental como a edição da Liga dos Campeões em 2003, 2004 e 2014 e da Copa CEV no ano de 2009.
Desde 1995 revela jogadores para servir a Seleção Russa em todas as categorias, um bom exemplo que no elenco da temporada 2013-14 conta com quatro jogadores campeões olímpicos, medalha de ouro obtida na Olimpíada de Londres de 2012, são eles: Sergey Tetyukhin, Dmitriy Muserskiy, Taras Khtey e Dmitriy Ilinykh.
Em 2014 qualificou e participou pela primeira vez da edição do Campeonato Mundial de Clubes em Betim, no Brasil conquistando de forma invicta a medalha de ouro, a primeira de sua história.

## Histórico de nomes
Na história do clube foram utilizados diferentes nomes a cada temporada, conforme a seguir:
- (1976-1981): Technolog Belgorod
- (1981-1987,1993-1995): Locomotiv Belgorod
- (1987-1992): Agrarnik Belgorod
- (1992-1993,1995-1996): Belogorie Belgorod
- (1997-2001): Belogorie-Dynamo Belgorod
- (2001-2011): VC Locomotiv-Belogorie Belgorod
- (2011-atual): VC Belogorie Belgorod

## Títulos e resultados

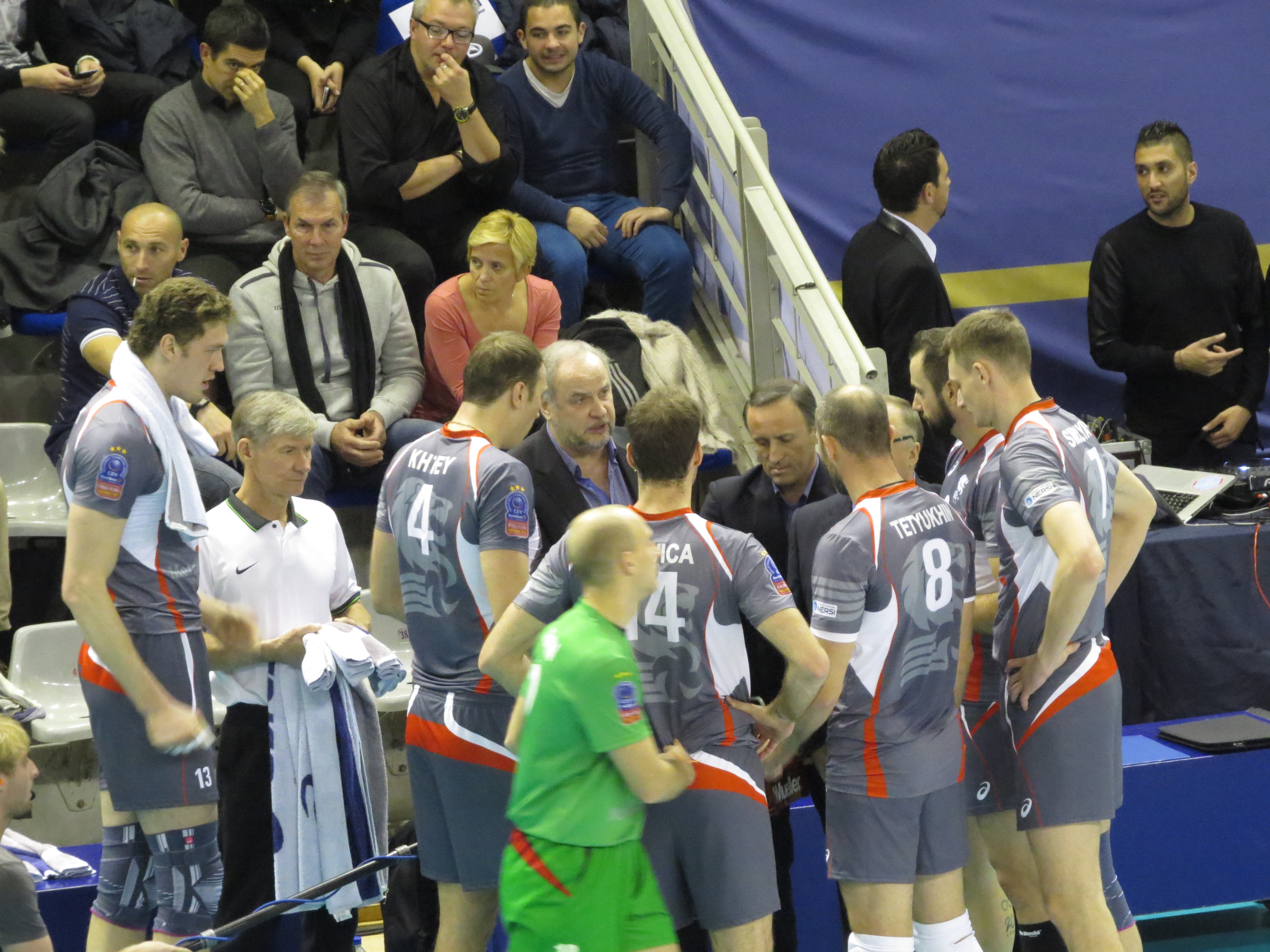
Belogorie Belgorod em 2014, pela Liga dos Campeões.

### Campeonatos internacionais e continentais
Mundial de Clubes
- Campeão (1x): 2014

 Liga dos Campeões
- Campeão (3x): 2002-03, 2003-04, 2014-14
- Terceiro lugar (2x): 2004-05, 2005-06

 Taça CEV
- Campeão (2x): 2008-09, 2017-18
- Terceiro lugar (1x): 1996-97

 Taça Challenge
- Campeão (1x): 2018-19
- Vice-campeão (1x): 2001-02

### Campeonatos nacionais
Campeonato Russo
- Campeão (8x): 1996-97, 1997-98, 1999-00, 2001-02, 2002-03, 2003-04, 2004-05, 2012-13
- Vice-campeão (6x): 1994-95, 1995-96, 1998-99, 2005-06, 2009-10, 2014-15
- Terceiro lugar (3x): 2010-11, 2013-14, 2015-16

 Copa da Rússia
- Campeão (8x): 1995, 1996, 1997, 1998, 2003, 2005, 2012, 2013
- Vice-campeão (1x): 2015
- Terceiro lugar (2x): 2014, 2016

 Supercopa Russa
- Campeão (2x): 2013, 2014
- Vice-campeão (2x): 2010, 2015

## Elenco atual
Atletas selecionados para disputar a temporada 2021-22: 
 Técnico:  Boris Kolchin
| Camisa | Nome                 | Posição    | Nacionalidade |
| ------ | -------------------- | ---------- | ------------- |
| 1      | Igor Filippov        | central    | russo         |
| 2      | Vsevolod Abramychev  | levantador | russo         |
| 3      | Dmitriy Kovalev      | levantador | russo         |
| 4      | Nemanja Petrić       | ponteiro   | sérvio        |
| 5      | Andrey Ananev        | central    | russo         |
| 6      | Ilya Kirillov        | líbero     | russo         |
| 7      | Stanislav Masliev    | ponteiro   | russo         |
| 8      | Pavel Tetyukhin      | ponteiro   | russo         |
| 9      | Ilya Spodobets       | ponteiro   | russo         |
| 10     | Roman Bragin         | líbero     | russo         |
| 11     | Mohamed Al Hachdadi  | oposto     | marroquino    |
| 13     | Alexey Samoylenko    | central    | russo         |
| 17     | Georgii Zabolotnikov | central    | russo         |
| 18     | Egor Sidenko         | oposto     | russo         |